# 336-я отдельная гвардейская бригада морской пехоты
336-я отдельная гвардейская Белостокская орденов Жукова, Суворова и Александра Невского бригада морской пехоты (336-я обрмп) — соединение морской пехоты в составе ВМФ СССР и ВМФ РФ.

## История соединения

### Великая Отечественная война
История создания 336-й отдельной гвардейской бригады морской пехоты берёт начало от 347-го стрелкового полка.
21 марта 1942 г. был сформирован 347 стрелковый пехотный полк, который в годы Великой Отечественной войны прошёл боевой путь от Сталинграда до Эльбы.
347-й стрелковый полк входил в состав 308-й стрелковой дивизии (2-го формирования) (308-я сд (2ф)), которая была сформирован 28 марта 1942 на базе Омского пехотного училища.
Личный состав полка был в основном набран из военнослужащих военного училища, жителей Омской области, Алтайского края и Горного Алтая.
В конце мая 1942 года 308-я сд была передислоцирована в Приволжский военный округ возле г. Саратов. 19 августа 1942 года дивизия выступила на фронт и к 10 сентября 1942 года вышла на передовую и вступила в бой с противниками в составе 24-й армии Сталинградского фронта в районе совхоза Котлубань (на северо-запад от Сталинграда).
Сдерживая натиск противника, 308-я сд отступая вошла в Сталинград 2 октября 1942 года и была переподчинена в состав 62-й армии. Боевыми позициями 308-й сд были назначены в районе завода «Баррикады». 3 ноября 1942 года 308-я сд передала оборону завода частям 138-й стрелковой дивизии и была выведена в тыл.
С декабря 1942 года 308-я сд находилась в Резерве Ставки ВГК. В марте-апреле 1943 года дивизия входила в состав Калининского фронта.
С мая 1943 года 347-й стрелковый полк с частями 308-й сд находились в составе 3-й армии Брянского фронта на Орловском выступе. С 12 июля 1943 года 308-я сд перешла в наступление и прорвала оборону противника на северо-восток от г. Орёл и к 2 августа подступила к его окраинам. К 5 августа 347-й полк и части дивизии освободили г. Орёл.
За образцовое выполнение поставленных боевых задач на Орловском направлении 308-й дивизии и её частям был присвоен гвардейский статус со сменой нумерации. За мужество и героизм, проявленные при освобождении г. Орла 25 сентября 1943 г. полк был переименован в 336-й гвардейский, а 308-я стрелковая дивизия переименована в 120-ю гвардейскую стрелковую дивизию (120-я гв.сд).
28 сентября 1943 года 336-й гв.сп участвовал в освобождении г. Костюковичи Могилёвской области Белорусской ССР.
С 10 по 30 ноября 1943 года 120-я гв. сд участвовала в Гомельско-Речицкой наступательной операции.
2 августа 1944 г. за освобождение польского города Белостока полку было присвоено почётное наименование «Белостокский». 15 сентября 1944 г. ему вручили орден Суворова 3-й степени.
С 21 по 26 февраля 1944 года 120-я гв.сд участвовала в Рогачевско-Жлобинской операции, в ходе которой части дивизии форсировали реку Днепр. За овладение городом Рогачёв Гомельской области приказом Верховного Главнокомандующего дивизии было присвоено почётное наименование «Рогачевская».
С 24 по 29 июня 1944 года 120-я гв.сд участвовала Бобруйской операции, являвшейся составной частью Белорусской стратегической операции. 336-й гв.сп участвовал в прорыве обороны противника к северо-востоку от г. Бобруйск.
С 5 по 27 июля 1944 года 120-я гв.сд участвовала в Белостокской операции. 27 июля полк принял участие в боях за освобождение г. Белосток. Приказом НКО СССР № 0252 от 9 августа 1944 года за 336-м гв.сп за успешное выполнение поставленных боевых задач при освобождении г. Белосток присвоено почётное наименование «Белостокский».
В сентябре 1944 года 336-й гв.сп участвовал в захвате г. Остроленка. За это 15 сентября 1944 года 336-й гв.сп был награждён орденом Суворова III степени.
С января по апрель 1945 года 120-я гв.сд участвовала Восточно-Прусской операции на участке юго-западнее г. Кёнигсберг. За успешное выполнение боевых задач по ликвидации восточно-прусской группировки противника, 15 апреля 1945 года 336-й гв.сп был награждён орденом Александра Невского.
В составе 1-го Белорусского фронта 336-й гв.сп форсировал реку Шпрее и к окончанию боевых действий вёл бои по ликвидации окружённой группировки противника на юго-западе от Берлина. Войну полк закончил встречей с американскими войсками на реке Эльба.

### Послевоенный период

#### Передислокация и переформирование полка
В 1945 году 336-й гвардейский стрелковый полк в составе 120-й гвардейской стрелковой дивизии был выведен с территории оккупированной Германии в г. Минск Белорусской ССР.
В 1957 году, с созданием мотострелковых войск, 336-й гвардейский стрелковый полк был преобразован в 336-й гвардейский мотострелковый полк в составе 120-й гвардейской Рогачёвской мотострелковой дивизии Белорусского военного округа.

#### Возрождение морской пехоты
В 1963 году руководство ВС СССР пересматривает отношение к Военно-Морскому Флоту. По замыслу руководства, требовались формирования которые могли бы перебрасываться на кораблях и решать боевые задачи на суше в различных регионах мира. По существу предлагалось воссоздать такой род войск как морская пехота, который был полностью расформирован в 1956 году.
Последним формированием морской пехоты в составе Балтийского флота являлась 1-я дивизия морской пехоты, дислоцированная на территории Финляндии на полуострове Порккала-Удд и расформированная в 1948 году. Данное соединение вело свою историю от 55-й стрелковой дивизии (2-го формирования), которая была создана в декабре 1941 года.

#### Создание 336-й отдельной гвардейской бригады морской пехоты
Согласно директиве Министерства обороны от 7 июня 1963 года № орг/3/50340 336-й гвардейский мотострелковый полк 120-й гвардейской мотострелковой дивизии Белорусского военного округа был переформирован в 336-й отдельный гвардейский полк морской пехоты с передачей в состав Балтийского Флота (336-й опмп БФ) и с передислокацией в г. Балтийск Калининградской области РСФСР.
336-й полк стал первой воинской частью в возрождённой морской пехоте ВМФ СССР.
7 ноября 1967 года 336-й отдельный гвардейский полк морской пехоты, стал первым среди формирований морской пехоты, которое удостоилось участия в военном параде на Красной площади, прошедшего в честь 50-летия Октябрьской революции.
В связи с решением руководства ВС СССР об увеличении численности частей морской пехоты, к 20 ноября 1979 года 336-й отдельный гвардейский полк морской пехоты был окончательно переформирован в 336-ю отдельную гвардейскую бригаду морской пехоты.
Организационно-штатная структура 336-й бригады на момент создания была такой же как в 61-й бригаде морской пехоты Северного флота и 810-й бригаде морской пехоты Черноморского флота. Бригады состояли из 3 пехотных батальонов, 1 артиллерийского дивизиона, 1 противотанкового дивизиона, 1 зенитного ракетно-артиллерийского дивизиона и 1 танкового батальона. Численность личного состава бригады была около 2000 человек.

#### Участие морских пехотинцев Балтийского флота в военных учениях и в походах
С мая 1967 года 336-й полк, силами одной роты морской пехоты, несёт боевое дежурство на десантных кораблях в Средиземном море.
С июня 1967 года присутствие 336-го полка в Средиземном море увеличилось до батальона морской пехоты.
С мая 1969 года в связи с обострением ситуации на Ближнем Востоке, руководством ВС СССР был создан сводный усиленный батальон морской пехоты, задачей которого являлась охрана стратегически важного порта г. Порт-Саид в Египте, который был предоставлен египетскими властями как один из пунктов для дислокации средиземноморской эскадры ВМФ СССР. Также подразделения усиленного батальона несли дежурство возле нефтяных терминалов в Суэцком канале. Для комплектования батальона отбирались роты от частей морской пехоты со всех четырёх флотов включая 336-й полк. Личный состав батальона был переменным на основе постоянной ротации. Подразделения, откомандированные от воинских частей, менялись каждые 4 месяца.
В сентябре 1969 года личный состав 336-го полка принимал участие в международных учениях стран Варшавского договора «Одра — Ниса» на территории Польской Народной Республики.
В апреле 1970 года 336-й полк участвовал в стратегических учениях «Океан-70».
С ноября 1977 года подразделения 336-го полка начали ведение постоянного боевого дежурства в Красном море.
В мае 1981 года батальон 336-й бригады участвовал в учениях «Запад-81»
С сентября 1983 года по август 1989 года батальон морской пехоты 336-й бригады несколько раз отправлялся на боевое дежурство к побережью Анголы.
В июле — декабре 1985 года бригада участвует в учениях «Океан-85».
В 1988 году бригада участвовала в учениях «Осень—88».
Начиная с 1989 и по 1993 год, в связи с обострением ситуации в прибалтийских республиках вследствие распада СССР, личный состав бригады взял под охрану и оборону важные объекты флота и охрану памятников в городах Рига, Лиепая, Клайпеда, Таллин.

#### Состав и вооружение бригады на 1989 год
Действительные и условные наименования воинских частей входивших в состав бригады на 1989 год:
- Управление бригады — в/ч 06017
- 877-й отдельный батальон морской пехоты — в/ч 81282;
- 878-й отдельный батальон морской пехоты — в/ч 63857;
- 879-й отдельный десантно-штурмовой батальон — в/ч 81280;
- 884-й отдельный батальон морской пехоты (кадра) — в/ч 16140;
- 887-й отдельный разведывательный батальон — в/ч 81278;
- 102-й отдельный танковый батальон[10][11] — в/ч 60182;
- 1612-й отдельный самоходный артиллерийский дивизион — в/ч 63962;
- 1618-й отдельный зенитный ракетно-артиллерийский дивизион — в/ч 70198;
- 1621-й отдельный противотанковый артиллерийский дивизион в/ч 70199
- 1615-й отдельный реактивный артиллерийский дивизион
- Отдельный ремонтный батальон
- Инженерно-десантная рота
- Рота связи
- Отдельный батальон материально-технического обеспечения
- Отдельный медицинский батальон

На вооружении бригады находилась следующая военная техника:
- БТР-80 — 96 ед.;
- БТР-60 — 64 ед.;
- Т-55 — 40 ед.;
- ПТ-76 — 26 ед.;
- САУ 2С1 — 18 ед.;
- САУ 2С9 — 24 ед.;
- РСЗО «Град-1» — 18 ед.;
- ЗСУ-23-4 «Шилка» — 8 ед.;
- ЗРК Стрела-10 — 8 ед.;
- ПТРК 9П148 «Конкурс» — 9 ед.
- 100-мм полевая пушка БС-3 - 18 ед.
- БРДМ-2 - 14 ед.

### Соединение в ВС России

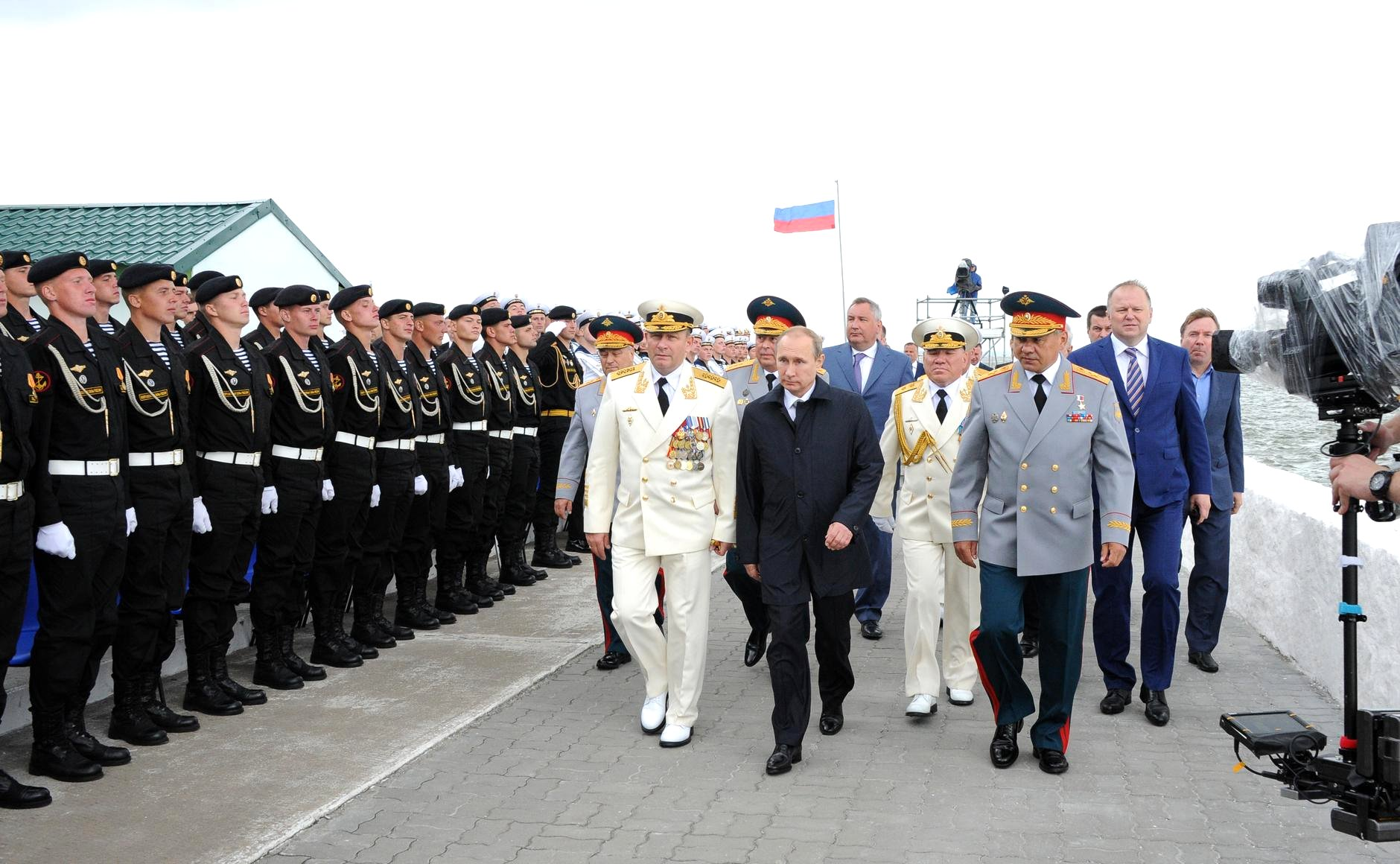
Посещение Президентом России 336-й обрмп
День ВМФ в Балтийске.
26 июля 2015

#### Переформирования соединения. Участие в учениях

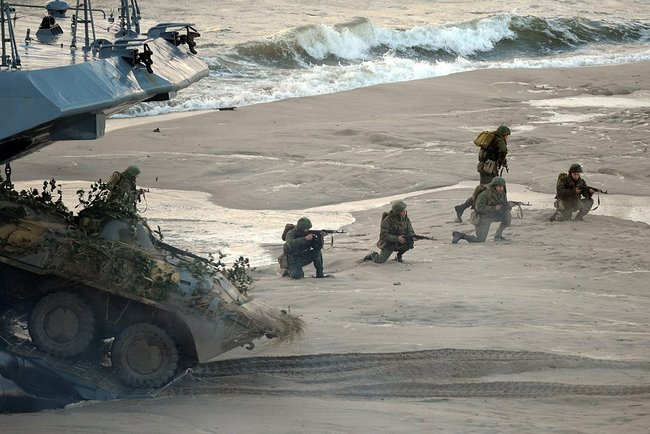
Высадка подразделения 336-й обрмп на учениях «Запад-2013»

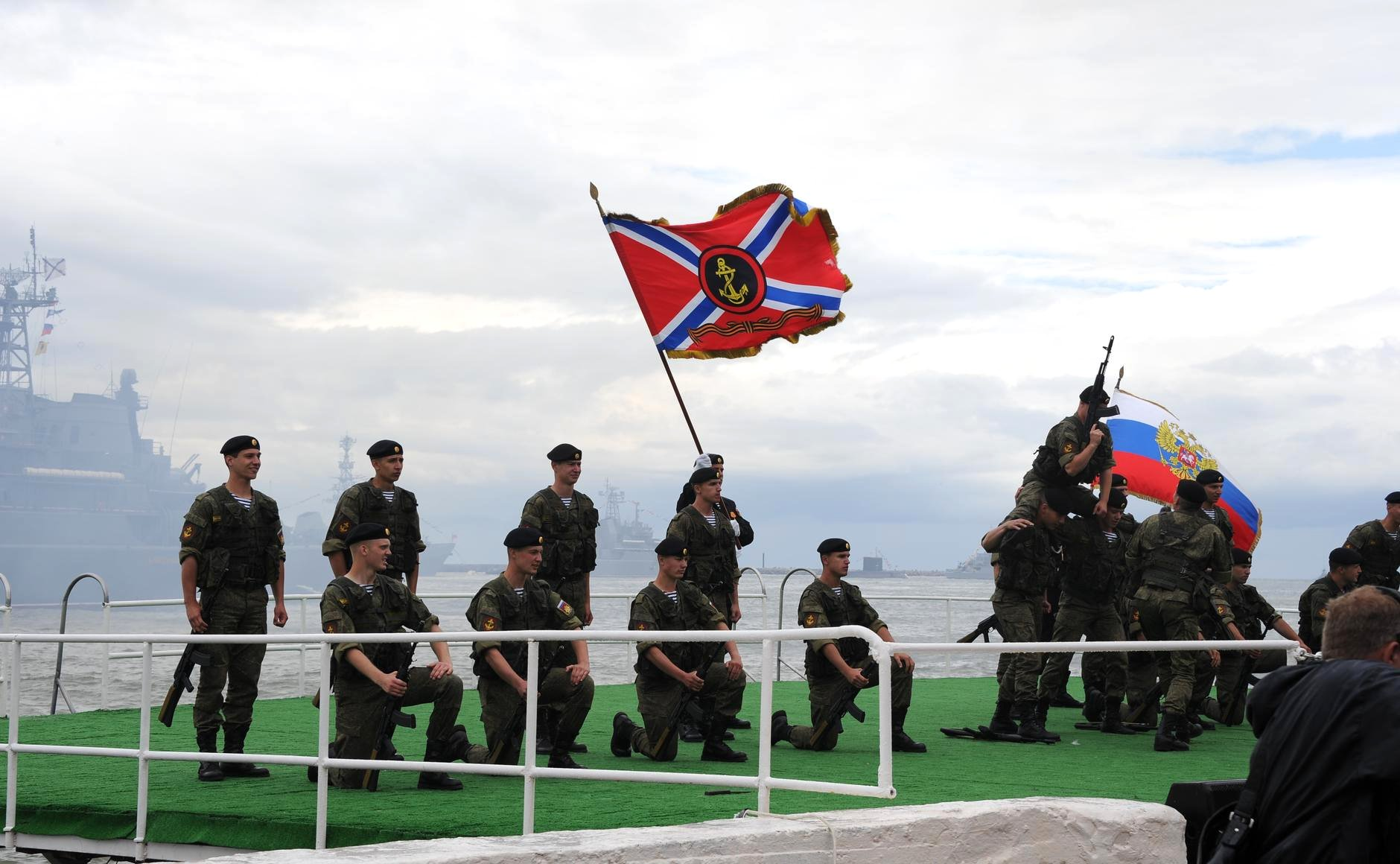
Выступление военнослужащих 336-й обрмп
перед Президентом России.
День ВМФ в Балтийске.
26 июля 2015

После распада СССР 336-я бригада отошла под юрисдикцию Вооружённых сил Российской Федерации.
В 1992 году были расформированы 112-й отдельный танковый батальон, 1615-й отдельный реактивный артиллерийский дивизион и 1621-й отдельный противотанковый артиллерийский дивизион.
В 2000 году в составе бригады сформированы 724-й отдельный разведывательный батальон и 1592-й отдельный самоходный артиллерийский дивизион.
В 2000 году 336-я бригада предоставила 189 военнослужащих для формирования 77-й отдельной гвардейской бригады морской пехоты Каспийской флотилии.
В 2003 году 336-я бригада принимала участие в международных учениях военно-морских сил «Балтопс-2003».
В 2004 году участие в международных учениях ВМС «Балтопс-2004».
С августа по октябрь 2004 года подразделения бригады несли боевую службу в Средиземном море с заходом в порты Картахены и Канн.
В сентябре 2009 года подразделения 336-й бригады принимали участие в совместных российско-белорусских учениях «Запад-2009».
В сентябре 2013 года 336-я бригада на учениях «Запад-2013» произвела совместную высадку на условный плацдарм с военнослужащими 350-го отдельного гвардейского мобильного батальона ВС РБ.
В августе 2019 и 2020 года бригада приняла участие в межфлотских учениях «Океанский щит», в рамках которых отрабатывалась высадка десанта на необорудованное побережье.

#### Участие бригады в боевых действиях в Чечне
С января по июнь 1995 года воинские части 336-й бригады были привлечены к участию в Первой чеченской войне.
Отправка военнослужащих в зону боевых действий осуществлялась в 2 этапа в составе 2 сводных батальонов.

##### 879-й отдельный десантно-штурмовой батальон
Первый сводный батальон был создан на основе 879-го отдельного десантно-штурмового батальона (879-й одшб). Из-за создавшейся тяжёлой обстановки в Чечне после новогоднего штурма Грозного, по приказу военного руководства с начала 1995 года 879-й одшб в спешном порядке разворачивался до штатов военного времени. Для этой цели были привлечены военнослужащие с 75 воинских частей и кораблей Балтийского флота.
К 3 января того же года 879-й одшб в полном составе выдвинулся на полигон для проведения боевого слаживания. Не успев произвести в полной мере батальонные тактические учения и боевые стрельбы, 7 января командир 879-го одшб получил приказ в течение суток подготовить личный состав к переброске самолётами воздушно-транспортной авиации.
8 января батальон самолётами был переброшен из Калининграда в г. Приморско-Ахтарск Краснодарского края. 9 января батальон был переброшен в Моздок, откуда колоннами выдвинулся к Грозному и достиг его к 11 января. В ночь с 14 на 15 января 879-й одшб сменил на позициях подразделения 104-го и 137-го парашютно-десантных полков, понёсших большие потери в боях за президентский дворец.
879-й одшб вёл бои за овладение прилегающим к президентскому дворцу «Зеленым кварталом», после взятия которого приступил к захвату плацдарма на правом берегу р. Сунжа. На территории Чеченской Республики батальон вёл бои до 4 марта 1995 года, после чего был выведен из зоны боевых действий и к 7 марта на самолётах был переброшен в Калининградскую область и вернулся в пункт постоянной дислокации.
В общей сложности сводный батальон провёл в боях на передовой 47 суток, потеряв убитыми 26 и ранеными 70 человек.

##### 877-й отдельный батальон морской пехоты

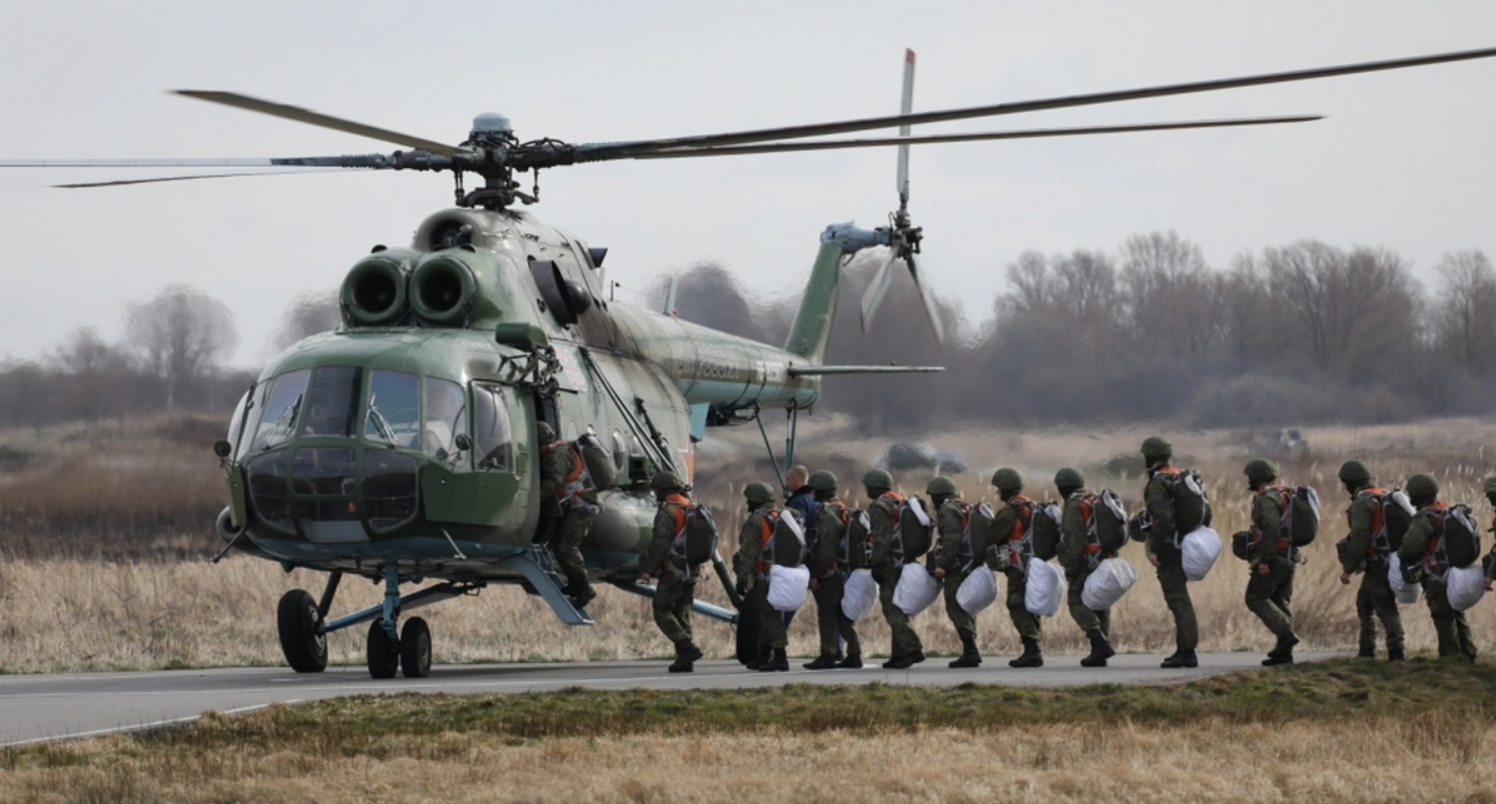
Морские пехотинцы бригады отрабатывают воздушное десантирование

Второй сводный батальон от 336-й бригады был создан на основе 877-го отдельного батальона морской пехоты (877-й обмп).
В связи с опытом предшествовавшей командировки 879-го одшб, формированию и подготовке второго батальона уделили большее время. Подготовительный период проходил с 29 марта 1995 года по 3 мая 1995 года (34 дня). Личный состав сводного батальона пополнялся из частей Балтийского флота, включая части из Ленинградской военно-морской базы. В апреле 1995 года на полигоне близ Балтийска 877-й обмп произвёл боевое слаживание личного состава. 3 мая 1995 года была осуществлена переброска батальона самолётами военно-транспортной авиации в Моздок. К 5 мая батальон был переброшен на аэродром Ханкала.
Военным руководством в группировке войск был создан сводный 106-й полк морской пехоты, основу которого составили сводные подразделения от 55-й дивизии морской пехоты Тихоокеанского флота. 877-й обмп вошёл в состав 106-го полка в качестве 3-го батальона.
877-й обмп вместе с другими подразделениями 106-го полка морской пехоты участвовал в боевых действиях ликвидации боевиков в горных районах Чечни. Также участвовал в захвате населённых пунктов Шали, Сержень-Юрт, Махкеты, Ведено.
23 июня 877-й обмп передал свои позиции подразделениям 506-го гвардейского мотострелкового полка.
29 июня 1995 года батальон на военно-транспортных самолётах был доставлен на аэродром Чкаловск Калининградской области.
За период нахождения в Чечне, длившийся 53 дня, потери батальона составили 20 убитыми и 51 ранеными.
В общей сложности в боях с 3 января по 23 июня 1995 года бригада потеряла убитыми 46 человек. 410 военнослужащих бригады были награждены орденами и медалями, а 5 военнослужащим присвоено звание Героя России.

#### Состав

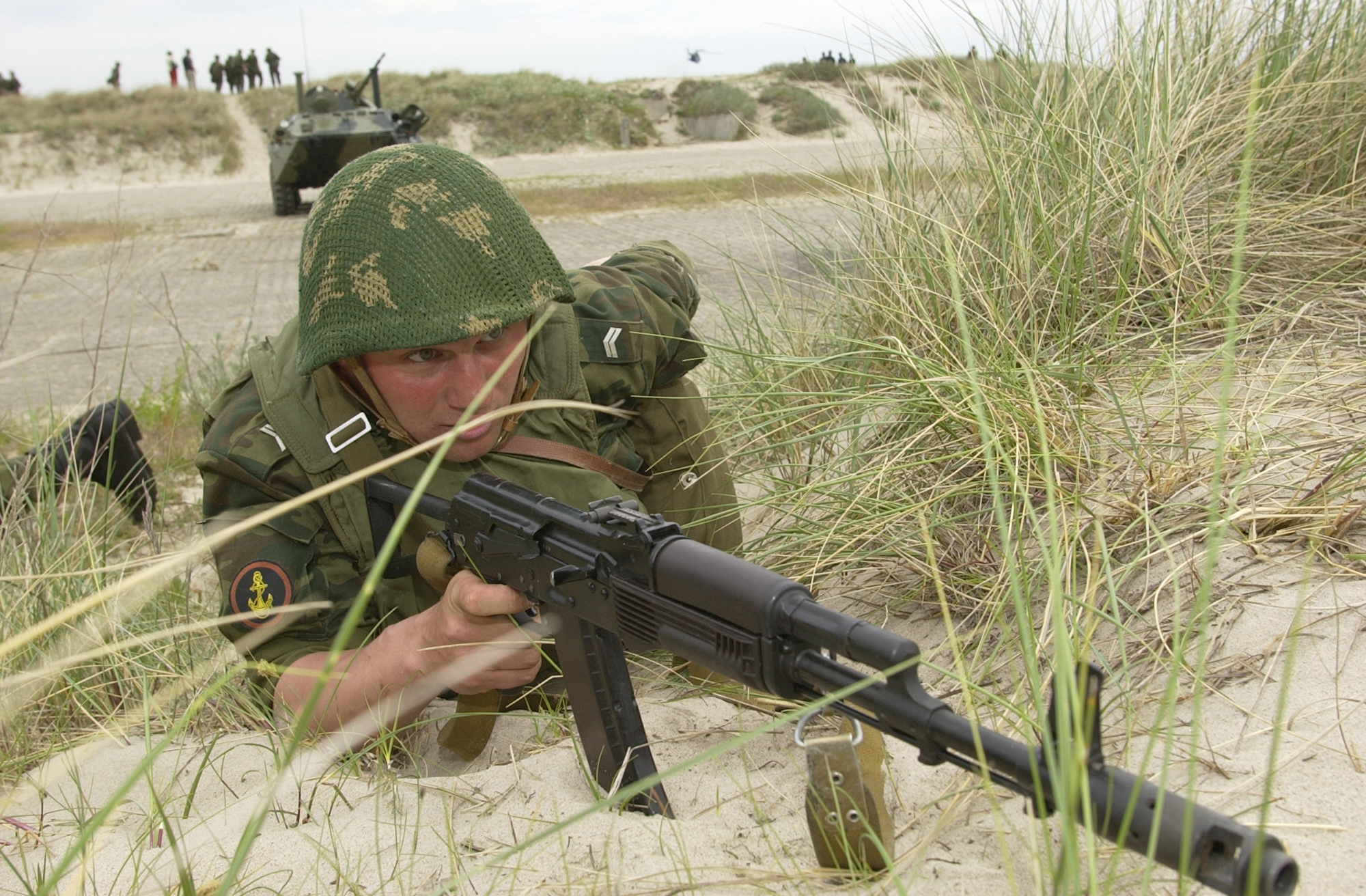
Военнослужащий 336-й обрмп
на международных учениях «Балтопс-2003»

На 2016 год соединение состояло из следующих воинских частей:
- Управление 336-й бригады — в/ч 06017 Балтийск
  - рота снайперов;
  - десантно-штурмовая рота;
  - рота связи;
  - батарея противотанковых управляемых ракет;
  - огнемётная рота;
  - инженерно-десантная рота;
  - рота технического обеспечения;
  - медицинская рота;
  - комендантский взвод.
- 877-й отдельный батальон морской пехоты (в/ч 81282) — Советск;
- 879-й отдельный десантно-штурмовой батальон (в/ч 81280) — Балтийск;
- 884-й отдельный батальон морской пехоты (в/ч 16140) — Балтийск;
- 724-й отдельный разведывательный батальон (в/ч 49418) — Балтийск;
- 1612-й отдельный самоходный артиллерийский дивизион (в/ч 63962) — Балтийск;
- 1592-й отдельный самоходный артиллерийский дивизион — Балтийск;
- 1618-й отдельный зенитный ракетно-артиллерийский дивизион (в/ч 70198) — п. Переславское.

### Вторжении на территорию Украины в 2022 году
В 2022 году подразделения бригады участвовали в полномасштабном вторжении РФ в Украину.
Первоначально, в первые дни вторжения, планировались использовать подразделения 336-й бригады для десантной высадки между Николаевом и Одессой, однако подразделения после разведывательной высадки понесли большие потери, также были уничтожены некоторые суда
Позднее бригада вторглась на подконтрольную Киеву территорию Украины из Крыма, принимала участие в боях на Мариупольском направлении и несла потери. В частности, 28 мая 2022 года погиб начальник штаба бригады — гвардии полковник Руслан Ширин.
На начало сентября 2022 года, известно о гибели 40 морских пехотинцев и замполита бригады в звании подполковника.

## Награды

### Награды и почётные наименования бригады
Награды и почётное наименование 336-я бригада унаследовала от своего предшественника, 336-го гвардейского стрелкового полка:
- 9 августа 1944 года Приказом НКО СССР полку присвоено почётное наименование «Белостокский»;
- 15 сентября 1944 года награждение орденом Суворова III степени;
- 15 апреля 1945 года награждение орденом Александра Невского.
- В 1973 году бригада награждена Вымпелом министра обороны СССР «За мужество и воинскую доблесть»
- 4 ноября 2022 года награждена орденом Жукова за «массовый героизм и отвагу, стойкость и мужество, проявленные личным составом бригады в боевых действиях по защите Отечества и государственных интересов»[22].

### Награждение военнослужащих бригады
За мужество и героизм проявленные при выполнении боевых задач поставленных перед военнослужащими 336-й бригады в ходе Первой чеченской войны, более 800 человек награждены государственными наградами, а 5 из них удостоены звания Герой России.

## Герои формирования

### Герои Советского Союза
Зайцев Яков Павлович — гвардии младший лейтенант, командир взвода противотанковых ружей. Звание присвоено 3 июня 1944 года.
 Мамутов Косан — гвардии рядовой, пулемётчик. Звание присвоено 3 июня 1944 года.

### Герои России
Даркович Александр Васильевич — гвардии подполковник, командир 879-го отдельного десантно-штурмового батальона. Звание присвоено 20 марта 1995 года.
 Кочешков Евгений Николаевич — гвардии полковник, командир 336-й отдельной гвардейской бригады морской пехоты. Звание присвоено 9 августа 1995 года.
 Колесников Евгений Николаевич — гвардии майор, командир разведывательной роты. Звание присвоено 3 мая 1995 года (посмертно).
 Полковников Дмитрий Александрович — гвардии капитан, командир взвода связи. Звание присвоено 3 мая 1995 года.
 Шейко Сергей Сергеевич — гвардии капитан, заместитель командира 879-го отдельного десантно-штурмового батальона. Звание присвоено 28 августа 1995 года.
 Носов, Владимир Николаевич — гвардии капитан, командир десантно-штурмовой роты батальона морской пехоты. Звание присвоено в июне 2022 года (посмертно).

## Командиры бригады

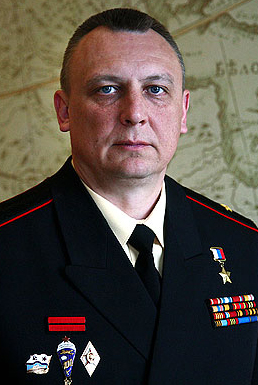
Гущин Андрей Юрьевич,
генерал-лейтенант, Герой Российской Федерации.
Командир 336-й обрмп в 2003—2006 годах

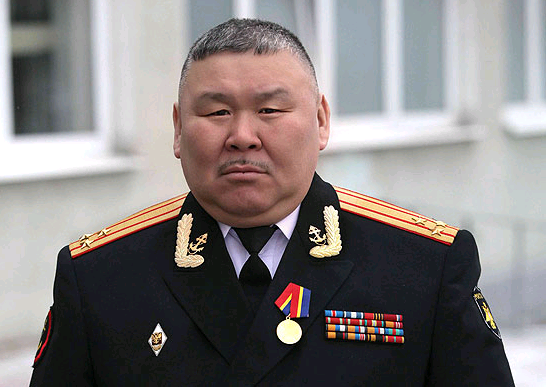
Даржапов Олег Валерьевич,
Командир 336-й обрмп в 2006—2009 годах

В полном списке указаны командиры соединения на всех исторических этапах.
Командир 347-го стрелкового полка:
- Михалёв К. И. — 1942;

Командиры 336-го гвардейского стрелкового полка:
- Чамов А. С. — 1942—1944;
- Матвеев Н. Н. — 1944;
- Беляев И. С. — 1944;
- Новицкий П. Д. — 1944—1945;
- Кузовский А. Ф. — 1945—1949;
- Терёхин И. И. — 1949—1952;
- Левченко А. Н. — 1952—1956;
- Тулубьев В. В. — 1956—1957.

Командир 336-го гвардейского мотострелкового полка:
- Ерёменко В. С. — 1957—1963.

Командиры 336-го отдельного гвардейского полка морской пехоты:
- Шапранов П. Т. — 1963—1967;
- Лалетин А. А. — 1967—1971;
- Горохов В. И. — 1971—1974;
- Соломеник М. М. — 1974—1978;
- Шерегеда А. А. — 1978—1979;

Командиры 336-й отдельной гвардейской бригады морской пехоты:
- Говоров В. М. — 1979—1982;
- Шерегеда А. А. — 1982—1984;
- Отраковский А. И. — 1984—1990;
- Кочешков Е. Н. — 1990—1995;
- Артамонов Н. А. — 1995—1999;
- Даркович А. В. — 1999—2002;
- Гущин А. Ю. — 2003—2006;
- Даржапов О. В. — 2006—2009;
- Бойченко Ю. В. — 2009—2013;
- Аносов А. А. — 2013—2016;
- Лазуткин А. А. — 2016—2021;
- Колмыков И. Н. — 2021 — наст. время.